# جوزيف ر. ووكر
جوزيف ر. ووكر (بالإنجليزية: Joseph R. Walker)‏ هو مستكشف أمريكي، ولد في 13 ديسمبر 1798 في مقاطعة روان في الولايات المتحدة، وتوفي في 27 أكتوبر 1876 في مقاطعة كونترا كوستا في الولايات المتحدة.